# شورانگیز (آلبوم)
شور انگیز نام آلبومی است به آهنگسازی حسین علیزاده و آواز شهرام ناظری که در سال ۱۳۶۷ اجرا و در سال ۱۳۶۸ منتشر شد. در این آلبوم که در آواز بیات ترک و دستگاه شور اجرا شده از اشعار حافظ، مولوی و نظامی گنجوی استفاده شده‌است. این آلبوم توسط موسسه فرهنگی-هنری ماهور منتشر شده‌است.

## توضیح اثر
شور انگیز اثری است که به دلیل استفاده از فرمها و ابداعات تازه در موسیقی ایرانی کاری نو و متفاوت است و از ذهن پیچیده و خلاق حسین علیزاده در این کار خبر می‌دهد. این اثر ابتدا در تالار وحدت اجرا شد و عواید آن هم به زلزله زدگان استان گیلان اختصاص یافت و علاوه بر شهرام ناظری، صدیق تعریف هم آن را خواند. اما وقتی آلبوم شور انگیز منتشر شد، تنها صدای شهرام ناظری شنیده می‌شود.
شهرام ناظری در این اثر آوازی در مایه «بیات ترک» با شعر معروفی از مولانا را اجرا کرده‌است:
| دگرباره بشوریدم بدان سانم به جان تو   |  | که هر بندی که بربندی بدرانم به جان تو  |
| من آن دیوانه بندم که دیوان را همی‌بندم |  | زبان مرغ می‌دانم سلیمانم به جان تو      |
| نخواهم عمر فانی را تویی عمر عزیز من   |  | نخواهم جان پرغم را تویی جانم به جان تو |

### هنرمندان
- آواز: شهرام ناظری
- گروه شیدا و عارف
- آهنگساز و سرپرست گروه: حسین علیزاده
- شعر از مولوی، نظامی، حافظ

#### نوازندگان
- تار و سه تار: حسین علیزاده
- دف و رباب: بیژن کامکار
- سنتور: پشنگ کامکار
- نی: عبدالنقی افشارنیا
- تنبک: ارژنگ کامکار
- تار و بم تار: ارشد طهماسبی
- تار و بم تار: زیدالله طلوعی
- تار و بم تار: فرخ مظهری
- تار و بم تار: جمال سماواتی
- کمانچه: علی اکبر شکارچی
- کمانچه و قیچک: اردشیر کامکار
- کمانچه: سعید فرج پوری
- بربت: محمد فیروزی

### روی الف
آواز بیات ترک با تکنوازی حسین علیزاده
- چهار مضراب
- درآمد
- قطعهٔ شوریده
  - اجرای گروهی
  - همراه با آواز (درآمد، فیلی، شکسته، فرود)
  - غزل دگر باره بشوریدم
  - شعر از مولوی
- مثنوی
  - ساز و آواز
  - غزل مرده بدم زنده شدم
  - شعر از مولوی
- مجنون (بر اساس گوشهٔ شهابی)
  - غزل مرا گویی که چونی
  - شعر از نظامی
- تصنیف صبوح
  - غزل بیایید بیایید
  - شعر از مولوی

### روی ب
در دستگاه شور

#### تکنوازان
- حسین علیزاده
- ارشد طهماسبی
- اردشیر کامکار

#### ترانه‌ها
- خزان
- ساز و آواز : غزل درد عشقی کشیده‌ام ـ شعر : حافظ
- شور انگیز: دونوازی تار(حسین علیزاده و ارشد طهماسبی)
- تصنیف بیا ساقی